# Grande Prémio Internacional Beiras e Serra da Estrela
O Grande Prémio Internacional Beiras e Serra da Estrela  é uma carreira ciclista profissional por etapas pelas regiões de Cova da Beira e Serra da Estrela no país de Portugal, a prova criou-se em 2016 e recebeu a categoria 2.1 dentro dos Circuitos Continentais UCI fomando parte do UCI Europe Tour.

## Palmarés
| Ano  | Vencedor        | Segundo                  | Terceiro         |
| ---- | --------------- | ------------------------ | ---------------- |
| 2016 | Jóni Brandão    | Sergio Pardilla          | Edgar Pinto      |
| 2017 | Jesús del Pino  | Alexander Evtushenko     | Beñat Txoperena  |
| 2018 | Dmitry Strakhov | César Fonte              | Jóni Brandão     |
| 2019 | Edwin Ávila     | Vicente García de Mateos | Jóni Brandão     |
| 2023 | Artem Nych      | Abel Balderstone         | Pelayo Sánchez   |
| 2024 | Artem Nych      | Alex Molenaar            | Mauricio Moreira |
| 2025 |                 |                          |                  |

## Palmarés por países
Actualizado após edição de 2023
| País     | Vitórias |
| -------- | -------- |
| Rússia   | 2        |
| Portugal | 1        |
| Espanha  | 1        |
| Colômbia | 1        |